# Crkva sv. Stjepana Prvomučenika u Splitu
Crkva sv. Stjepana Prvomučenika, rimokatolička sakralna građevina podignuta 1814. godine na poluotoku Sustipanu u Splitu na mjestu znamenitog porušenog benediktinskog samostana sv. Stjepana pod borovima. Tijekom izgradnje, na njenu fasadu su ugrađene spolije iz porušenog samostana, a unutrašnjost je ukrašena sa šest antičkih mramornih stupova prenesenih iz Dioklecijanove palače, kao i mramornim oltarom sv. Ane dopremljenim iz ugašenog ženskog benediktinskog samostana sv. Marije de Taurello.
Crkva je građevina omanjih dimenzija i pravokutnog tlocrta. Iznad glavnih vrata smješten je kameni gotički kip sv. Stjepana iz 14. stoljeća, a uz pročelje crkve nalazi se zvonik na preslicu. Iza crkve nalaze se ostaci velike trobrodne ranokršćanske bazilike, koja je u 11. stoljeću pregrađena u crkvu sv. Stjepana pod borovima, a u 13. stoljeću pridodan joj je i zvonik.

## Vanjske poveznice
|  | Zajednički poslužitelj ima još gradiva o temi Crkva sv. Stjepana Prvomučenika u Splitu |